# Nghĩa Phong
Nghĩa Phong là một xã thuộc huyện Nghĩa Hưng, tỉnh Nam Định, Việt Nam.
Xã Nghĩa Phong có diện tích 9,63 km², dân số năm 1999 là 8061 người, mật độ dân số đạt 837 người/km².
Nghĩa Phong là một xã nông nghiệp thuần túy.

## Địa giới hành chính
Xã Nghĩa Phong nằm ở khu vực trung tâm của huyện Nghĩa Hưng, thuộc hữu ngạn sông Ninh Cơ.
- Phía bắc giáp xã Nghĩa Lạc, huyện Nghĩa Hưng.
- Phía đông giáp các xã Hải Ninh và Hải Châu, huyện Hải Hậu (ranh giới tự nhiên là sông Ninh Cơ).
- Phía nam giáp các xã Nghĩa Bình và Nghĩa Tân, huyện Nghĩa Hưng.
- Phía tây giáp các xã Nghĩa Phú và Nghĩa Hồng, huyện Nghĩa Hưng.

## Hành chính
Năm 1974, xóm Bốn Mươi của xã Nghĩa Phong được sáp nhập vào xã Nghĩa Bình.

## Giao thông
- Xã Nghĩa Phong có tỉnh lộ 490 chạy qua.